# Nonthaburi Challenger I 2023
Il Nonthaburi Challenger I 2023 è stato un torneo maschile tennis professionistico. È stata la 4ª edizione del torneo, facente parte della categoria Challenger 75 nell'ambito dell'ATP Challenger Tour 2023, con un montepremi di 80 000 $. Si è svolto dal 2 al 7 gennaio 2023 sui campi in cemento del Lawn Tennis Association of Thailand di Nonthaburi, in Thailandia.

## Partecipanti

### Teste di serie
| Nazionalità   | Giocatore         | Ranking* | Testa di serie |
| ------------- | ----------------- | -------- | -------------- |
| Ungheria      | Fábián Marozsán   | 173      | 1              |
| Austria       | Dennis Novak      | 180      | 2              |
| Taipei cinese | Wu Tung-lin       | 184      | 3              |
| Francia       | Antoine Escoffier | 205      | 4              |
| Italia        | Gianluca Mager    | 212      | 5              |
| Regno Unito   | Paul Jubb         | 219      | 6              |
| Australia     | Max Purcell       | 220      | 7              |
| Taipei cinese | Hsu Yu-hsiou      | 221      | 8              |

* Ranking al 26 dicembre 2022.

### Altri partecipanti
I seguenti giocatori hanno ricevuto una wild card per il tabellone principale:
- Maximus Jones
- Palaphoom Kovapitukted
- Thantub Suksumrarn

I seguenti giocatori sono passati dalle qualificazioni:
- Alafia Ayeni
- Lucas Pouille
- Henri Squire
- Evgenij Donskoj
- Dayne Kelly
- Giovanni Fonio

## Punti e montepremi
| Torneo    | Torneo              | V      | F     | SF    | QF    | 2T    | 1T  | Q | Q2  | Q1  |
| Singolare | Punti               | 75     | 50    | 30    | 16    | 7     | 0   | 4 | 2   | 0   |
| Singolare | Premi in denaro ($) | 10 840 | 6 355 | 3 780 | 2 200 | 1 300 | 780 | – | 390 | 200 |
| Doppio    | Punti               | 75     | 50    | 30    | 16    | –     | 0   | – | –   | –   |
| Doppio    | Premi in denaro ($) | 4 645  | 2 700 | 1 630 | 965   | –     | 545 | – | –   | –   |

## Campioni

### Singolare
Dennis Novak ha sconfitto in finale  Wu Tung-lin con il punteggio di 6–4, 6–4.

### Doppio
Marek Gengel /  Adam Pavlásek hanno sconfitto in finale  Robert Galloway /  Hans Hach Verdugo con il punteggio di 7–6(4), 6–4.